# Okres Leova
Leova je okres v jihozápadním Moldavsku. Žije zde okolo 50 tisíc obyvatel a jeho sídlem je město Leova. Na západě sousedí s Rumunskem, na severu s okresem Hîncești, na východě s okresem Cimișlia a s částečně autonomním regionem Gagauzsko a na jihu s okresem Cantemir. V okrese žije bulharská menšina.